# Championnats d'Afrique de descente de canoë-kayak 2013
Les Championnats d'Afrique de descente 2013 sont la 1re édition des Championnats d'Afrique de descente de canoë-kayak. Ils ont lieu du 20 au 23 octobre 2013 à Sagana, au Kenya et se déroulent conjointement avec les Championnats d'Afrique de slalom. Trente-et-un sportifs provenant de six nations (Afrique du Sud, Algérie, Kenya, Nigeria, Sénégal, Ouganda) participent à cette compétition inaugurale.

## Médaillés

### Hommes
| Épreuves      | Or                                                            | Argent                                           | Bronze                                         |
| ------------- | ------------------------------------------------------------- | ------------------------------------------------ | ---------------------------------------------- |
| K1 individuel | Jonathan Akinyemi (NGA)                                       | Brandon Orpwood (RSA)                            | Nadjib Mazar (ALG)                             |
| K1 par équipe | Équipe mixte Jean-Pierre Bourhis Brandon Orpwood Nadjib Mazar | Kenya Francis Mwangi Joseph Mwangi Daniel Chomba | Kenya Samuel Muturi Julius Nyamu David Mwanike |

### Femmes
| Épreuves      | Or                                                                            | Argent                                                                        | Bronze                                                                        |
| ------------- | ----------------------------------------------------------------------------- | ----------------------------------------------------------------------------- | ----------------------------------------------------------------------------- |
| K1 individuel | Lilian Jephart (NGA)                                                          | Prossy Mirembe (UGA)                                                          | Grace Wamuranga (KEN)                                                         |
| K1 par équipe | Médailles non attribuées (les deux équipes engagées abandonnent avant la fin) | Médailles non attribuées (les deux équipes engagées abandonnent avant la fin) | Médailles non attribuées (les deux équipes engagées abandonnent avant la fin) |